# Дипенбек
Дипенбек (нидерл. Diepenbeek) — коммуна в провинции Лимбург вблизи Хасселта. По состоянию на 1 января 2016 общая численность населения составляет 18906 человек. Площадь составляет 41,19 км ² с плотностью населения 430 чел. / км ².
Коммуна включает деревни Бейенберг (Bijenberg), Крайт (het Crijt), Дорпхейде (Dorpheide), Кейзел (Keizel), Лютселюс (Lutselus), Памперт (Pampert), Пианесберг (Piannesberg), Райчье (Reitje), Ройерхейде (Rooierheide), Розендал (Rozendaal) и Звартвелд (Zwartveld). В Дипенбеке также находится университетский городок Университета Хасселта с научно-практическим бизнес-инкубатором, который называется Лимбуржский научный парк.